# West Millgrove (Ohio)
West Millgrove es una villa ubicada en el condado de Wood en el estado estadounidense de Ohio. En el Censo de 2010 tenía una población de 174 habitantes y una densidad poblacional de 258,39 personas por km².

## Geografía
West Millgrove se encuentra ubicada en las coordenadas 41°14′34″N 83°29′29″O / 41.24278, -83.49139. Según la Oficina del Censo de los Estados Unidos, West Millgrove tiene una superficie total de 0.67 km², de la cual 0.67 km² corresponden a tierra firme y (0%) 0 km² es agua.

## Demografía
Según el censo de 2010, había 174 personas residiendo en West Millgrove. La densidad de población era de 258,39 hab./km². De los 174 habitantes, West Millgrove estaba compuesto por el 95.98% blancos, el 0% eran afroamericanos, el 0% eran amerindios, el 0% eran asiáticos, el 0% eran isleños del Pacífico, el 0.57% eran de otras razas y el 3.45% pertenecían a dos o más razas. Del total de la población el 1.72% eran hispanos o latinos de cualquier raza.